# Beauvais Lake Provincial Park
Beauvais Lake Provincial Park är en park i Kanada.   Den ligger i provinsen Alberta, i den södra delen av landet, 2 900 km väster om huvudstaden Ottawa. Beauvais Lake Provincial Park ligger 1 426 meter över havet. Den ligger vid sjön Beauvais Lake.
Terrängen runt Beauvais Lake Provincial Park är kuperad åt sydväst, men åt nordost är den platt. Trakten runt Beauvais Lake Provincial Park är nära nog obefolkad, med mindre än två invånare per kvadratkilometer.. Närmaste större samhälle är Pincher Creek, 13,1 km nordost om Beauvais Lake Provincial Park.
I omgivningarna runt Beauvais Lake Provincial Park växer i huvudsak barrskog.